# Kris Van De Putte
Kris Van de Putte (geboren op 22 december 1975) is een voormalige Belgische doelman met 9 jaar profervaring als doelman en trainer. Van de Putte is geboren in Sint-Niklaas. Tijdens zijn jeugdjaren speelde hij altijd bij Sportkring Sint-Niklaas en bloeiden zo open tot één van de beste doelmannen van zijn tijd. Met zijn transfer van RAEC Mons naar KV Kortrijk lag zijn marktwaarden op zo'n 400 duizend euro.

## Carrière
Van de Putte doorliep alle jeugdreeksen van het verloren gegane Sportkring Sint-Niklaas.
- 1997-98 K.V 0ostende (2de Nat)
- 1998-99 K.V Oostende (1ste Nat)
- 1999-00 K.S.K Beveren (1ste Nat)
- 2000-01 K.S.K Beveren (1ste Nat)
- 2001-02 R.W.D.M (1ste Nat)
- 2002-03 RAEC Mons (1ste Nat)
- 2003-04 RAEC Mons (1ste Nat)
- 2004-05 RAEC Mons en KV Kortrijk (1ste en 2de Nat)
- 2005-06 KV Kortrijk (2de Nat)
- 2006-07 KSV Bornem (4de Nat)
- 2007-08 KSV Bornem (4de Nat)
- 2008-09 KFC Duffel (4de Nat)
- 2009-11 KSV Temse (3de Nat)
- 2011-13 KFC Vrasene (2de Prov)
- 2014-18 VOS Reinaer] (Rec Vet)
- 2024-   VOS Reinaert (Rec Vet) (T1)